# Musée de l'histoire de Varsovie
 (décembre 2024).
Le Musée de l'histoire de Varsovie (en polonais Muzeum Warszawy ou Muzeum Historyczne m.st. Warszawy) est un musée situé sur la place du marché de la vieille ville de Varsovie, en Pologne. Il a été inauguré en 1936.

## Histoire du musée
L'établissement a été créé en 1936 sous le nom de Musée du Vieux Varsovie. Il était alors hébergé dans trois bâtiments achetés par la municipalité sur la place du marché. Le musée et sa collection ont été détruits lors de l'insurrection de Varsovie pendant la Seconde Guerre mondiale. Après la guerre, le musée a été rouvert sous son nom actuel et les bâtiments qui lui étaient destinés ont été reconstruits dans les années 1948-1954, dans le cadre de la reconstruction de la ville historique de Varsovie.
En 2010-2012, les onze maisons du musée ont été rénovées avec l'aide de fonds norvégiens.
En avril 2014, le musée change de nom pour devenir Musée de Varsovie.

## Activités
Les diverses collections, dans les domaines de l'archéologie, de la peinture, du graphisme, de l'iconographie, de la sculpture, des arts décoratifs, de la numismatique et des dessins d'architecture, dépassent aujourd'hui les 250 000 objets. Jusqu'au début des travaux de rénovation en 2010, des expositions étaient disponibles retraçant sept siècles d'histoire de Varsovie, depuis sa fondation jusqu'à nos jours.
En plus de ses expositions, le musée possède une maison d'édition (faisant notamment paraître sa série « Bibliothèque de Varsovie »), ainsi que de nombreuses publications sur ses propres collections et sur l'histoire de Varsovie. Il organise des cours et des concours pour les écoles et des conférences et participent à des événements importants tels que la Nuit au musée, le pique-nique scientifique (en) de la radio polonaise et du Centre scientifique Copernic, le Festival de la science et l'Université du temps libre. Il est également coproducteur de films documentaires consacrés à la capitale.
La revitalisation du musée a été achevée en 2012.

## Branches
Le Musée historique de Varsovie compte 9 branches :
| Non. | Nom                                                                   | Adresse                | Image |
| ---- | --------------------------------------------------------------------- | ---------------------- | ----- |
| 1.   | Musée de la Pharmacie Antonina Leśniewska                             | rue. Piwna 31/33       |       |
| 2.   | Ordinariat militaire de Pologne                                       | rue. Jour 13/15        |       |
| 3.   | Musée du Cimetière de Palmiry                                         | Palmiry, Gmina Czosnów |       |
| 4.   | Musée de Praga                                                        | rue. Targowa 50/52     |       |
| 5.   | Musée de Wola                                                         | rue. Srebrna 12        |       |
| 6.   | Centre de recherche et de documentation Janusz Korczak                | rue. Jaktorowska 6     |       |
| 7.   | Musée de l'imprimerie de Varsovie                                     | rue. Trębacka 3        |       |
| 8.   | Centre d'interprétation du patrimoine de la vieille ville de Varsovie | rue. Brzozowa 11/13    |       |
| 9.   | Musée de la Barbacane de Varsovie                                     | rue. Nowomiejska       |       |